# Uggerslev Sogn
Uggerslev Sogn er et sogn i Bogense Provsti (Fyens Stift).
I 1800-tallet var Nørre Højrup Sogn anneks til Uggerslev Sogn. Begge sogne hørte til Skam Herred i Odense Amt. Uggerslev-Nørre Højrup sognekommune blev ved kommunalreformen i 1970 indlemmet i Otterup Kommune, der ved strukturreformen i 2007 indgik i Nordfyns Kommune.
I Uggerslev Sogn ligger Uggerslev Kirke.
I sognet findes følgende autoriserede stednavne:
- Brøndstrup Huse (bebyggelse)
- Holemarken (bebyggelse)
- Kærsinggrave (bebyggelse)
- Løkkemarken (bebyggelse)
- Marbæk (bebyggelse)
- Slevstrup (bebyggelse, ejerlav)
- Uggerslev (bebyggelse, ejerlav)
- Uggerslev Hede (bebyggelse)
- Uggerslevgård (bebyggelse, ejerlav)